# Jayne Bentzen
Jayne Bentzen (ur. 8 sierpnia 1955 w Evansville, Indiana) – amerykańska aktorka znana z roli Nicole Travis Drake Cavanaugh w operze mydlanej The Edge of Night.